# بوثتاون
بوثتاون (بالإنجليزية: Boothtown)‏، هي ضاحية في هاليفاكس، غرب يوركشاير في إنجلترا.
تقع على الطريق A647 الواصل بين هاليفاكس وَبرادفورد. وعلى هذا الطريق جاءت لِـبيرسي شاو فكرة عين القطّ بهدف زيادة مأمونيّة الطُرقات.[بحاجة لمصدر] وَهي واحدة من 17 قسمًا انتخابيًّا في وارد، كالدردال.
تحتوي بوثتاون بناء أكرويدون، وهي عمارة منزليّة فكتوريّة صُمِّمَت وفق الأسلوب القوطيّ من قِبَل جورج جيلبرت سكوت في 1859م من أجل العملين في طواحين إدوارد أكرويد. وَالآن أصبح البناء -والّذي هو منزل أكرويد الرّسميّ- مكتبة وَمتحف بانكفيلد المُدرَج كدرجة ثانية، وأيضًا يحوي المتحف العسكريّ للـدوق فوج ولينغتون.
ماتزال أكبر شركة لكتيبة البنين عاملة في كالدردال، مُتمركزة في بوثتاون.[بحاجة لمصدر]
تُعَدُّ بوثتاون مقرّ كنيسة القدّيس جون المعمّد الصربيّة الأرثوذكسيّة. فقد تواجَد مجتمع صربي في هذه المنطقة منذ الأربعينيّات من القرن العشرين، وذلك عندما تمّ أُسِر الصربيّين وَقدِم لاجئو مُناهضي الشيوعية من مُخيّمات ألمانيا إلى هاليفاكس في 1947. وقد احتاجوا مكانًا للعبادة فَأُعطُوا معبدًا ميثوديًّا في شارع سِمبسون ليقوموا بعباداتهم هُناك. أُغلق المعبد في الخمسينيَّات، فقد أخذته الكنيسة الصربية الأرثوذكسية في عام 1952م. وَأصبح المعبد في ذلك الحين في حالةٍ يُرثى لها، لكنّه رُمِّمَ في 26 أيلول 1954م.